# Микросхемы расширения Super Nintendo Entertainment System

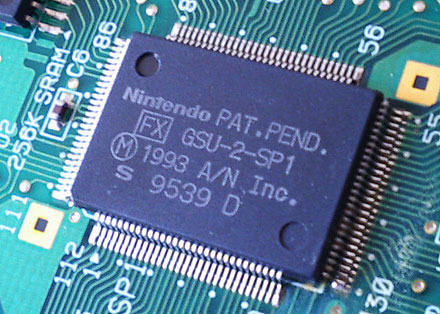
микросхема Super FX в Super Mario World 2: Yoshi's Island

Микросхемы расширения Super Nintendo Entertainment System — часть задуманного и реализованного компанией Nintendo плана развития игровой платформы Super Nintendo Entertainment System. Принципы и принятые стандарты позволили удешевить и ускорить разработку базовой консоли и обеспечить длительное развитие и разнообразие функций за счёт микросхем порой намного более мощных, чем основные чипы оборудования SNES.
Все эти разнообразные микросхемы устанавливались в картриджи конкретных игр.
Для распознавания приставкой наличия дополнительных чипов в игровом картридже предусмотрено 16 дополнительных контактов.

## Super FX

Полигональная 3D-графика, отрендеренная с помощью Super FX, в игре Star Fox.

Super FX - 16-битный RISC процессор разработанный Argonaut Games, применявшийся в многочисленных игровых картриджах для выполнения команд, отсутствующих у основного процессора.

## C4 (CX4)
C4 (также иногда называемый CX4) — электронный компонент, микросхема, специализированный математический сопроцессор, использовавшийся фирмой Capcom в её серии игр Mega Man X для игровой консоли Super Nintendo. Всего было выпущено две игры, использующие чип C4 — Mega Man X2 (1994 год) и Mega Man X3 (1995 год). Сопроцессор C4 получил известность, в основном, благодаря создаваемым с его помощью эффектам векторной графики, которые можно видеть в конечных заставках этих двух игр.

## DSP

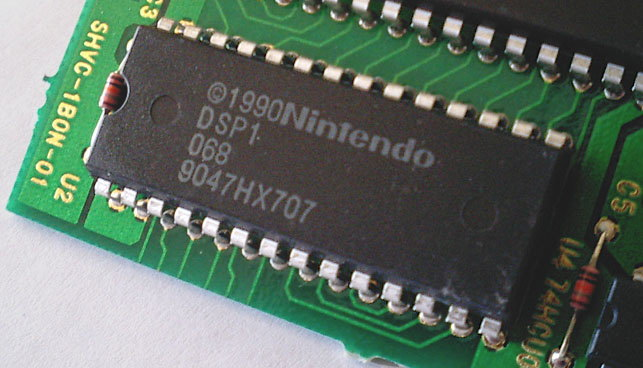
Микросхема DSP-1 в картридже игры Pilotwings

Линейка цифровых сигнальных целочисленных процессоров применялась в быстрых векторных расчётах, конвертации пиксельных форматов графики, двух- и трёхмерных преобразованиях координат и для других функций.
Всего существует 4 версии микросхем, идентичных физически, но с различным вшитым в них микрокодом. Наиболее используемой была версия DSP-1 и позже - "1A die shrink", "1B bug fix"; DSP-2, DSP-3 и DSP-4 использовались в одной игре каждая.
Все они основаны на процессоре NEC µPD77C25.

### DSP-1
DSP-1 - самый широко используемый DSP в SNES, в более чем 15 различных играх. Он работает как математический сопроцессор в Super Mario Kart, Pilotwings где требуется Mode 7 масштабирования и поворота. Несмотря на то, что все вычисления в нём происходят с фиксированной точкой, он позволяет совершать быстрые расчёты плавающей арифметики и тригонометрические функции, необходимые в 3D алгоритмах.
Более поздние DSP-1A и DSP-1B выполняют в точности те же функции, что DSP-1. The DSP-1A исполнена на новом технологическом уровне по сравнению с DSP-1, а в DSP-1B устранены ошибки.

### DSP-2
DSP-2 присутствует только в порте под SNES игры Dungeon Master. Основная его задача - конвертация пиксельной графики Atari ST в SNES формат, с динамическим масштабированием и эффектами прозрачности.

### DSP-3
DSP-3 - дополнительная микросхема, применённая в единственной игре для Японского Super Famicom, пошаговой стратегии SD Gundam GX. Участвует в расчётах следующего хода искусственного интеллекта, распаковке кода Шеннона - Фано и преобразованиях графических форматов.

### DSP-4
DSP-4 - применяется в картридже Top Gear 3000. С её помощью отрисовывается гоночная дорожка, особенно когда она разветвляется на несколько путей.

## Sharp LR35902
Основной микросхемой в Super Game Boy является Sharp LR35902, представляющей собой процессор, идентичный процессору Game Boy. Основной процессор SNES недостаточно мощен для программной эмуляции Game Boy, поэтому производитель фактически установил в картридж железо Game Boy целиком.

## MX15001TFC
Чип производства компании MegaChips специально для картриджа Nintendo Power для Super Famicom. Эти картриджи снабжались флеш-памятью, вместо масочной для сохранения игр, скачанных за плату в специальных киосках в Японии. Данная микросхема обеспечивала интерфейс связи с киосками и начальное меню для выбора игры. Некоторые игры выпускались и в форме масочного картриджа, и в скачиваемом виде, тогда как другие - только в скачиваемом. Этот сервис был закрыт 8 февраля 2007 года.

## OBC-1
OBC-1 - сопроцессор манипуляции спрайтами, использовавшийся исключительно в игре под пистолет Super Scope Metal Combat: Falcon's Revenge - сиквелу к Battle Clash.

## Rockwell RC2324DPL
Rockwell RC96V24DP - модем стандарта V.22bis 2400 bps реализованный в виде одного VLSI чипа, устанавливался в картриджи XBAND(изображаемо обычно как XB∀ND), тем самым позволяя пользователю участвовать в игровой онлайн сети для приставок (сеть работала в США по крайней мере с ноября 1994 года по 1996 год).

## S-DD1

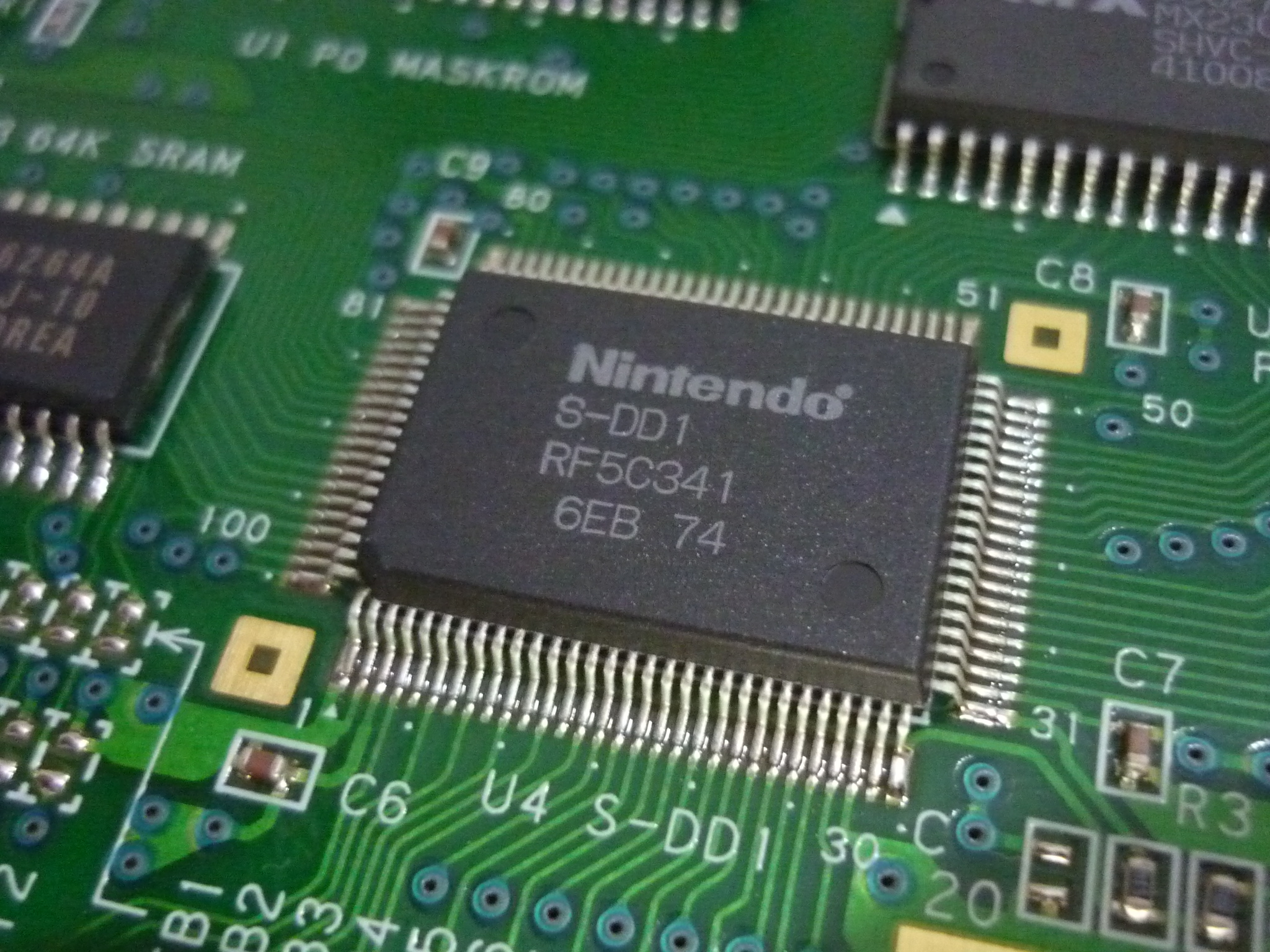
Микросхема S-DD1 в картридже игры Star Ocean

S-DD1 — электронный компонент, микросхема, специализированный аппаратный декомпрессор, разработанный фирмой Nintendo для использования в некоторых играх для её игровой консоли Super Nintendo Entertainment System.
Его возможности работы с данными, сжатыми по алгоритму ABS Lossless Entropy Algorithm, на основе арифметического кодирования, разработанному фирмой Ricoh, требовались для игр с большим объёмом графики, которую не получалось разместить в ограниченном объёме ПЗУ (максимум 48 мегабит) игрового картриджа. S-DD1 позволял декодировать сжатые данные «на лету», напрямую передавая их видеоконтроллеру консоли.
S-DD1 взаимодействовал с основным процессором SNES (Ricoh 5A22) и ПЗУ игрового картриджа через две шины. При этом основной процессор мог получать несжатые данные из ПЗУ картриджа, даже если S-DD1 в этот момент был занят операцией декомпрессии.
Всего было выпущено две игры, использующие S-DD1: Star Ocean и Street Fighter Alpha 2. Обе они вышли в 1996 году.

## S-RTC
S-RTC - микросхема часов реального времени для игры Daikaijuu Monogatari II.

## SA1, SA-1
Nintendo SA-1 (сокращение от Super Accelerator 1) — микропроцессор, разработанный фирмой Nintendo для использования в игровых картриджах для её игровой консоли Super Nintendo Entertainment System (SNES). По сути, SA-1 представляет собой улучшенный вариант 65816-совместимого процессора, работающего параллельно с основным процессором SNES’s 5A22 CPU (который также является вариантом процессора 65816). При этом SA-1 не является подчинённым процессором для 5A22, каждый из них может вызывать прерывание у другого независимо друг от друга.
Использовался в 34 играх, включая популярную Super Mario RPG: Legend of the Seven Stars.

## SPC7110
Микросхема распаковки данных, созданная Epson. Применена в трёх играх издателя Hudson. В игре Far East of Eden Zero также установлен чип часов реального времени, обращение к которому идёт через SPC7110.

## ST

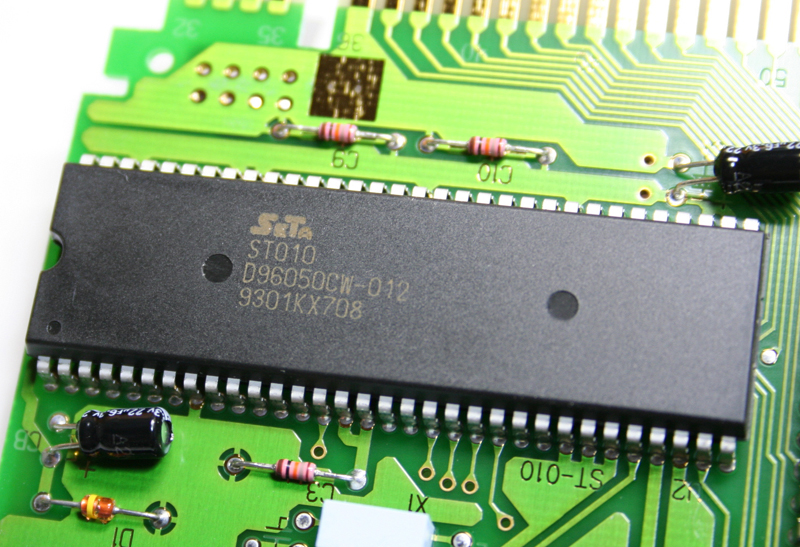
Микросхема ST010 в картридже игры Exhaust Heat II

Серия микросхем, использованных компанией SETA Corporation для улучшения функциональности подпрограмм искусственного интеллекта.

### ST010
ST010 - общие функции и поддержка ИИ автомобилей-противников в F1 ROC II: Race of Champions. Процессор - NEC µPD96050.

### ST011
ST011 - искусственный интеллект в настольной игре Сёги в Hayazashi Nidan Morita Shogi. Процессор - NEC µPD96050.

### ST018
ST018 - искусственный интеллект в Hayazashi Nidan Morita Shogi 2. Представляет собой 21.47 MHz, 32-bit ARMv3 процессор.

## Список Super NES игр с микросхемами расширения
| Название                                                               | Микросхема     | Год  | Разработчик                   | Издатель                                  |
| ---------------------------------------------------------------------- | -------------- | ---- | ----------------------------- | ----------------------------------------- |
| Mega Man X2 NA EU Rockman X2 JP                                        | CX4            | 1994 | Capcom                        | Capcom (NA) (JP) (EU)                     |
| Mega Man X3 NA EU Rockman X3 JP                                        | CX4            | 1995 | Capcom, Minakuchi Engineering | Capcom (NA) (JP)                          |
| Soukou Kihei Votoms: The Battling Road                                 | DSP-1          | 1993 | Genki                         | Takara (JP)                               |
| Bike Daisuki! Hashiriya Kon - Rider's Spirits                          | DSP-1          | 1994 | Genki                         | NCS (JP)                                  |
| Final Stretch                                                          | DSP-1          | 1993 | Genki                         | LOZC (JP)                                 |
| Lock On NA EU Super Air Diver JP                                       | DSP-1          | 1993 | Copya System                  | Vic Tokai (US) SunSoft (EU)               |
| Michael Andretti's Indy Car Challenge                                  | DSP-1/1A       | 1994 | Genki                         | Bullet Proof Software (NA) (JP)           |
| Pilotwings                                                             | DSP-1/1B       | 1991 | Nintendo EAD                  | Nintendo (NA) (JP) (EU)                   |
| Shutokō Battle '94: Keichii Tsuchiya Drift King                        | DSP-1B         | 1994 | Genki                         | Bullet-Proof Software (JP)                |
| Shutokō Battle 2: Drift King Keichii Tsuchiya & Masaaki Bandoh         | DSP-1B         | 1995 | Genki                         | Bullet-Proof Software (JP)                |
| Suzuka 8 Hours                                                         | DSP-1          | 1993 | Arc System Works              | Namco (NA) (JP)                           |
| Super Air Diver 2                                                      | DSP-1          | 1995 | Copya System                  | Asmik (JP)                                |
| Super Bases Loaded 2 NA Super 3D Baseball JP Korean League KR          | DSP-1          | 1993 | TOSE                          | Jaleco (NA) (JP) (KR)                     |
| Super F1 Circus Gaiden                                                 | DSP-1          | 1995 |                               | Nichibutsu (JP)                           |
| Battle Racers                                                          | DSP-1          | 1995 | Banpresto                     | Banpresto (JP)                            |
| Super Mario Kart                                                       | DSP-1/1B       | 1992 | Nintendo EAD                  | Nintendo (NA) (JP) (EU)                   |
| Ace wo Nerae!                                                          | DSP-1A         | 1993 | Telenet Japan                 | Telenet Japan (JP)                        |
| Ballz 3D                                                               | DSP-1B         | 1994 | PF Magic                      | Accolade (NA)                             |
| Dungeon Master                                                         | DSP-2          | 1992 | FTL Games                     | JVC Victor (NA) (JP) (EU)                 |
| SD Gundam GX                                                           | DSP-3          | 1994 | BEC                           | Bandai (JP)                               |
| Top Gear 3000 NA EU The Planet's Champ TG 3000 JP                      | DSP-4          | 1995 | Gremlin Interactive           | Kemco (NA) (JP) (EU)                      |
| Metal Combat: Falcon's Revenge                                         | OBC-1          | 1993 | Intelligent Systems           | Nintendo (NA) (EU)                        |
| Asahi Shinbun Rensai: Katou Ichi-Ni-San Shougi: Shingiryuu             | SA1            | 1995 | Varie                         | Varie (JP)                                |
| Daisenryaku Expert WWII: War in Europe                                 | SA1            | 1996 | SystemSoft Alpha              | ASCII Corporation (JP)                    |
| Derby Jockey 2                                                         | SA1            | 1995 | Graphic Research              | Asmik (JP)                                |
| Dragon Ball Z: Hyper Dimension                                         | SA1            | 1996 | TOSE                          | Bandai (JP) (EU)                          |
| Habu Meijin no Omoshiro Shōgi                                          | SA1            | 1995 | Access                        | Tomy (JP)                                 |
| Hayashi Kaihou Kudan no Igo Oodou                                      | SA1            | 1996 |                               | Ask Kodansha (JP)                         |
| Itoi Shigesato no Bass Tsuri No. 1                                     | SA1            | 1997 | Dice, HAL Laboratory          | Nintendo (JP)                             |
| J.League '96 Dream Stadium                                             | SA1            | 1996 |                               | Hudson Soft (JP)                          |
| Jikkyou Oshaberi Parodius                                              | SA1            | 1995 | Konami                        | Konami (JP)                               |
| Jumpin' Derby                                                          | SA1            | 1996 | KID                           | Naxat Soft (JP)                           |
| Kakinoki Shogi                                                         | SA1            | 1995 | Sakata SAS                    | ASCII Corporation (JP)                    |
| Kirby Super Star NA JP Kirby's Fun Pak EU                              | SA1            | 1996 | HAL Laboratory                | Nintendo (NA) (JP) (EU)                   |
| Kirby's Dream Land 3                                                   | SA1            | 1997 | HAL Laboratory                | Nintendo (NA) (JP)                        |
| Marvelous: Mouhitotsu no Takarajima                                    | SA1            | 1996 | Nintendo R&D2                 | Nintendo (JP)                             |
| Masters New: Haruka Naru Augusta 3                                     | SA1            | 1995 | T&E Soft                      | T&E Soft (JP)                             |
| Mini 4WD Shining Scorpion Let's & Go!!                                 | SA1            | 1996 | KID                           | ASCII Corporation (JP)                    |
| Pebble Beach no Hotou: New Tournament Edition                          | SA1            | 1996 | T&E Soft                      | T&E Soft (JP)                             |
| Pachi-Slot Monogatari - PAL Kougyou Special                            | SA1            | 1995 |                               | Nihon Soft System (JP)                    |
| PGA European Tour                                                      | SA1            | 1996 | Halestorm                     | THQ / Black Pearl Software (NA) (EU)      |
| PGA Tour 96                                                            | SA1            | 1995 | Black Pearl Software          | Electronic Arts (NA) (EU)                 |
| Power Rangers Zeo: Battle Racers                                       | SA1            | 1996 | Natsume                       | Bandai (NA) (EU)                          |
| Pro Kishi Jinsei Simulation: Shōgi no Hanamichi                        | SA1            | 1996 | Access                        | Atlus (JP)                                |
| Saikousoku Shikou Shougi Mahjong                                       | SA1            | 1995 | Varie                         | Varie (JP)                                |
| SD F-1 Grand Prix                                                      | SA1            | 1995 | Video System                  | Video System (JP)                         |
| SD Gundam G NEXT                                                       | SA1            | 1995 | Japan Art Media               | Bandai (JP)                               |
| Shin Shogi Club                                                        | SA1            | 1995 |                               | Hect (JP)                                 |
| Shogi Saikyou                                                          | SA1            | 1995 |                               | Magical Company (JP)                      |
| Shogi Saikyou 2                                                        | SA1            | 1996 |                               | Magical Company (JP)                      |
| Super Bomberman Panic Bomber World                                     | SA1            | 1995 | Hudson Soft                   | Hudson Soft (JP)                          |
| Super Mario RPG: Legend of the Seven Stars                             | SA1            | 1996 | Square                        | Nintendo (NA) (JP)                        |
| Super Robot Taisen Gaiden: Masō Kishin - The Lord Of Elemental         | SA1            | 1996 | Winkysoft                     | Banpresto (JP)                            |
| Super Shougi 3: Kitaihei                                               | SA1            | 1995 |                               | I'Max (JP)                                |
| Taikyoku Igo: Idaten                                                   | SA1            | 1995 | Bullet Proof Software         | Bullet Proof Software (JP)                |
| Takemiya Masaki Kudan no Igo Taishou                                   | SA1            | 1995 |                               | KSS (JP)                                  |
| Star Ocean                                                             | S-DD1          | 1996 | tri-Ace                       | Enix (JP)                                 |
| Street Fighter Alpha 2 NA EU Street Fighter Zero 2 JP                  | S-DD1          | 1996 | Capcom                        | Capcom (NA) (JP) (EU)                     |
| Daikaijuu Monogatari II                                                | S-RTC          | 1996 | AIM, Birthday                 | Hudson Soft (JP)                          |
| Far East of Eden Zero (Tengai Makyou Zero)                             | SPC7110        | 1995 | Red Company                   | Hudson Soft (JP)                          |
| Momotaro Dentetsu Happy                                                | SPC7110        | 1996 | Make Software                 | Hudson Soft (JP)                          |
| Super Power League 4                                                   | SPC7110        | 1996 | Now Production                | Hudson Soft (JP)                          |
| F1 ROC II: Race of Champions NA Exhaust Heat II JP                     | ST010          | 1993 | SETA Corporation              | SETA Corporation (NA) (JP)                |
| Hayazashi Nidan Morita Shogi                                           | ST011          | 1993 | Random House                  | SETA Corporation (JP)                     |
| Hayazashi Nidan Morita Shogi 2                                         | ST018          | 1995 | Random House                  | SETA Corporation (JP)                     |
| Star Fox NA JP Starwing EU                                             | Super FX GSU-1 | 1993 | Nintendo EAD, Argonaut        | Nintendo (NA) (JP) (EU)                   |
| Stunt Race FX NA EU Wild Trax JP                                       | Super FX GSU-1 | 1994 | Nintendo EAD, Argonaut        | Nintendo (NA) (JP) (EU)                   |
| Vortex                                                                 | Super FX GSU-1 | 1994 | Argonaut Games                | Electro Brain (NA), Pack-In-Video (JP)    |
| Dirt Racer                                                             | Super FX GSU-1 | 1994 | MotiveTime                    | Elite Systems (EU)                        |
| Dirt Trax FX                                                           | Super FX GSU-1 | 1995 | Sculptured Software           | Acclaim Entertainment (NA)                |
| Super Mario World 2: Yoshi's Island NA EU Super Mario: Yossy Island JP | Super FX GSU-2 | 1995 | Nintendo EAD                  | Nintendo (NA) (JP) (EU)                   |
| Doom                                                                   | Super FX GSU-2 | 1995 | Sculptured Software           | Williams (NA), Imagineer (JP), Ocean (EU) |
| Winter Gold EU FX Skiing NA (cancelled)                                | Super FX GSU-2 | 1997 | Funcom                        | Nintendo (EU)                             |

1. ↑  On cartridges with DSP-1B installed, the plane in attract mode will crash.

This list in ODS

### Отменённые игры
| Название   | Микросхема     | Год | Разработчик                  | Издатель                    |
| ---------- | -------------- | --- | ---------------------------- | --------------------------- |
| Star Fox 2 | Super FX GSU-1 | -   | Nintendo EAD, Argonaut Games | Nintendo                    |
| FX Fighter | Super FX GSU-2 | -   | Argonaut Games               | GTE Entertainment (NA) (EU) |
| Comanche   | Super FX GSU-2 | -   | Nova Logic                   | Nova Logic (NA)             |
| Powerslide | Super FX GSU-1 | -   | Elite Systems                | Elite Systems (EU)          |